# Bies Baru
Bies Baru is een bestuurslaag in het regentschap Aceh Tengah van de provincie Atjeh, Indonesië. Bies Baru telt 450 inwoners (volkstelling 2010).